# ۲کی چاینا
۲کی چاینا (انگلیسی: 2K China) شرکت بازی ویدئویی چینی است، که در سال ۲۰۰۶ تأسیس شد.